# Bataille de Coolela
Conquête du Gaza (1894-1895)
La bataille de Coolela est livrée le 7 novembre 1895, dans le sud du Mozambique, pendant la conquête du royaume nguni de Gaza par le Portugal. Elle oppose plusieurs milliers de guerriers ngunis à 1 200 soldats portugais, commandés par le colonel Eduardo Galhardo (pt). Les Ngunis sont battus de manière décisive. Le roi Gungunhana (en) est contraint de quitter sa capitale de Manjacaze, ou Mandhlakazi, pour se réfugier à Chaimite.
Maguiguana, le meilleur général, est absent car il a été chargé de lever des troupes. Gungunhana (en) ne commande pas son armée pendant le déroulement du combat car il assiste à proximité à une cérémonie magique destinée à donner la victoire à ses forces.
La capitale est incendiée quelques jours plus tard par les Portugais.